# 涞滩二佛寺摩崖造像

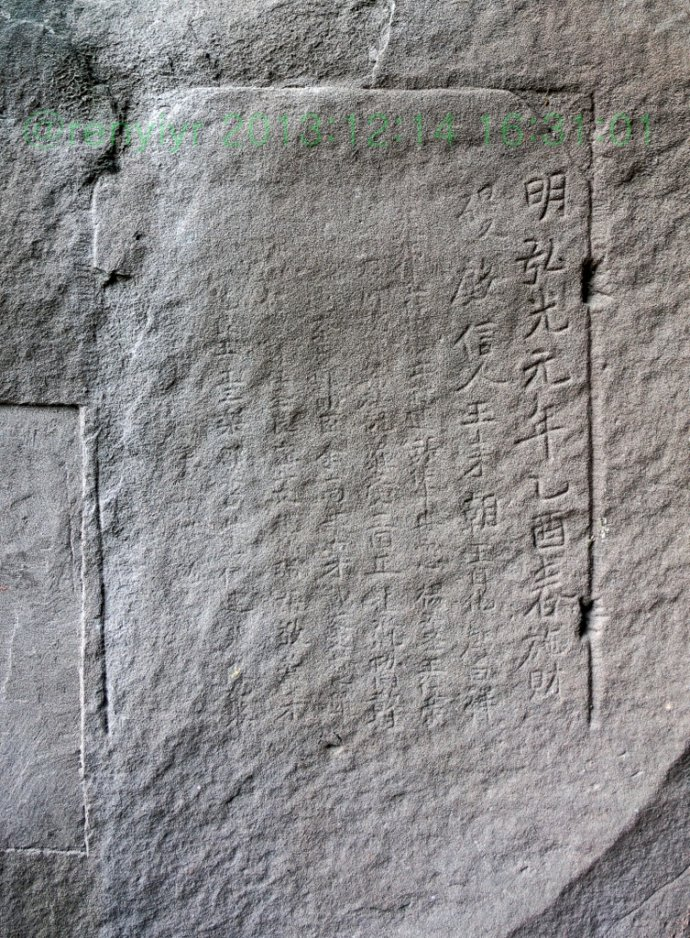
二佛寺弘光元年石刻-明弘光元年乙酉春施財殿信人王來朝……

淶灘摩岩造像位於重庆市合川区，文物遺址年代判定為宋。1956年8月16日公佈為四川省第一批歷史及革命文物保護單位。1980年7月7日重新公佈為四川省第一批文物保護單位。1987年1月23日列為重慶市第二批市級文物保護單位初定名單。2000年9月7日列為第一批重慶市文物保護單位（含二佛寺及淶灘造像、甕城）。2006年5月25日列為第六批全國重點文物保護單位。